# 真下耕一
真下 耕一（ましも こういち、1952年6月21日 - ）は、東京都出身の日本のアニメ監督。上智大学法学部卒業、アニメーション制作会社ビィートレイン代表取締役も兼ねる。日本映画監督協会会員。

## 経歴
小さい頃から映画好きで、高校時代から8ミリ映画を自主製作し大学時代は映画研究会に属した。アニメには特に興味はなく、大学4年生のときに共同テレビで半年ほどアルバイトをしていたところ、アニメ制作会社タツノコプロの新聞求人広告を見て、映像作品を作る会社ということで1975年11月6日に入社する。
シナリオを書きたくて、演出助手を志望しアニメ監督笹川ひろしの指導を受け3ヶ月後には『タイムボカンシリーズ』（『タイムボカン』第33話「ビックリ!天女は宇宙人だペッチャ」）で初演出。タツノコプロ時代は同期の西久保瑞穂、うえだひでひとや2年遅れて入社した押井守らと「タツノコ四天王」の異名を取った。1981年の『ゴールドライタン』からチーフディレクターを務め、『未来警察ウラシマン』まで、次世代のタツノコプロのメカアクション路線を牽引した。
1984年にタツノコを離れフリーになり、1997年に堀川憲司（現・P.A.WORKS社長）と共に「ビィートレイン」を設立。

## 参加作品

### テレビアニメ
- タイムボカン（1976年）演出
- ヤッターマン（1977年）演出
- 一発貫太くん（1977年 - 1978年）演出
- 科学忍者隊ガッチャマンII（1978年 - 1979年）演出
- 科学忍者隊ガッチャマンF（1979年 - 1980年）演出
- とんでも戦士ムテキング（1980年 - 1981年）演出
- ゴールドライタン（1981年 - 1982年）総監督・演出
- 未来警察ウラシマン（1983年）総監督・演出
- 赤い光弾ジリオン（1987年）演出
- F-エフ（1988年）監督
- ドラゴンクエスト（1989年）絵コンテ
- ロビンフッドの大冒険（1990年 - 1991年）監督
- 無責任艦長タイラー（1993年）監督・演出・絵コンテ
- 爆れつハンター（1995年）監督
- EAT-MAN（1997年）監督・シリーズ構成 ・絵コンテ ・ 脚本
- ポポロクロイス物語（1998年 - 1999年）監督・1話絵コンテ
- アークザラッド（1999年）26話Special Thanks
- ワイルドアームズ トワイライトヴェノム（1999年 - 2000年）総監督
- ノワール（2001年）監督・音響演出・1話演出・1話、7話絵コンテ
- 砂漠の海賊!キャプテンクッパ（2001年 - 2002年）監督・シリーズ構成
- .hack//SIGN（2002年）監督・音響演出・11話脚本・1話絵コンテ
- .hack//黄昏の腕輪伝説（2003年）総監督
- AVENGER（2003年）監督・OP、ED、1話絵コンテ
- 吟遊黙示録マイネリーベ（2004年）監督[1]
- MADLAX（2004年）監督・OP、ED、1話、16話、17話、20話、26話絵コンテ
- ツバサ・クロニクル（2005年）監督・2話、3話、6話絵コンテ
- ツバサ・クロニクル 第2シリーズ（2006年）監督
- 吟遊黙示録マイネリーベwieder（2006年）企画
- .hack//Roots（2006年）監督・1話、5話、8話、9話、16話絵コンテ
- スパイダーライダーズ 〜オラクルの勇者たち〜（2006年）監督
- エル・カザド（2007年）監督・2話絵コンテ
- スパイダーライダーズ 〜よみがえる太陽〜（2007年）監督
- 無限の住人（2008年）監督・1話絵コンテ
- Phantom 〜Requiem for the Phantom〜（2009年）監督・1話、ED2絵コンテ
- へうげもの（2011年）監督・1話絵コンテ・1話演出[2]

### 劇場アニメ
- 銀河鉄道の夜（1985年）絵コンテ
- ダーティペア（1987年）監督
- キムの十字架（1990年）アニメーション監督
- 風の大陸（1992年）監督/脚本

### OVA
- アイ・シティ（1986年）監督
- ドミニオン（1989年）監督・脚本・スペシャルアドバイザー
- 無責任艦長タイラー・特別編（1994年）監督・脚本・演出
- .hack//Liminality（2002年）監督・音響演出
- .hack//GIFT（2003年）監督
- MURDER PRINCESS（2007年）企画
- .hack//G.U. Returner（2007年）監督
- バットマン ゴッサムナイト（2008年）プロデューサー
- Halo Legends Homecoming（2010年）監督・エグゼクティブプロデューサー

### ゲーム
- ゼノギアス（1998年）アニメーションムービー絵コンテ・演出

### その他
- EAT-MAN 殺しの遺伝子（文庫）